# Getijdenirrigatie
Getijdenirrigatie is de ondergrondse irrigatie van oeverwalgronden in kustvlakten met rivierwater onder de invloed van getijden. Het wordt toegepast in (semi-)aride gebieden aan de monding van een groot estuarium of delta waar aanzienlijke eb- en vloedverschillen voorkomen. De rivierafvoer moet groot genoeg zijn om voldoende stroming van rivierwater te garanderen om de zouttong in de riviermonding terug te drijven.
De irrigatie wordt bewerkstelligd door getijdenkanalen te graven van de rivieroever landinwaarts, die het water bij hoogtij naar de landbouwgronden leiden.
Om de irrigatie effectief te doen zijn, moeten de gronden over een hoge infiltratiecapaciteit beschikken om voldoende water de grond in te laten dringen om de verdampingsbehoefte van de gewassen te dekken.
Bij laagtij lopen de kanalen leeg en de grond draineert, hetgeen de doorluchting van de grond bevordert en bodemverzouting tegen gaat.

## Getijdenirrigatie in het Abadan eiland, Iran

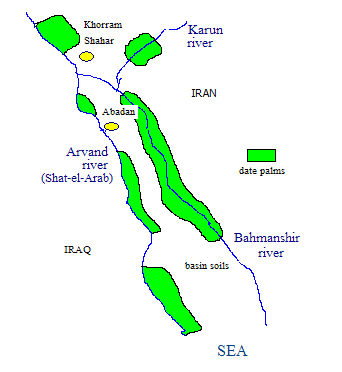
Fig. 1 Schets van het eiland Abadan die de rivieren en de dadelpalmgaarden toont

Het Abadan-eiland (Fig. 1) in de provincie Khuzestan in Iran is gelegen tussen de rivieren Bhamanshir en Arvand. De Arvand rivier (in het Arabisch: Shatt al-Arab) vormt de grens tussen Irak en Iran en verzamelt het water van de Eufraat en de Tigris.
Aan de oevers van het eiland komen uitgestrekte boomgaarden voor van dadelpalmen die in het woestijnklimaat gedijen dankzij getijdenirrigatie, hoewel veel palmen vernietigd waren gedurende de Iran-Irak oorlog.

### De dadelpalmgordel
De gordel van dadelpalmen strekt zich uit langs de Arvand rivier vanaf Abadan in zuidwestelijke richting over een afstand van ongeveer 40 km en wordt binnenlands begrensd door een verkeersweg. 

De breedte van de gordel varieert van 2 tot 6 km en is gemiddeld 4 km. De breedte is groter in de concave delen van de rivierbochten en kleiner in de convexe delen. De convexe gedeeltes hebben hogere oeverwallen en een hogere ligging. 

De totale oppervlakte van de gordel is ongeveer 16000 ha. De boomafstanden zijn zo'n 6x6 m. Er zijn ruwweg 300 bomen per ha. De maximale dadelopbrengst is ongeveer 200 kg dadels per palmboom per jaar en 60 ton/ha per jaar.

### Getijdenkanalen
Figuur 2 toont een schets van het systeem van getijdenkanalen . Ze zijn 2 tot 6 km lang afhankelijk van de topografie en ze hebben een onderlinge afstand van 50 tot 60 m. 

De kanalen doorsnijden en bedienen de oeverwallen langs de rivier (Fig. 3) en ze eindigen waar de komgronden beginnen. 

Tussen de kanalen zijn loodrecht erop staande zijkanalen gegraven op een afstand van 50 tot 60 m om de verdeling van het irrigatiewater te bevorderen. 

Vanuit de zijkanalen ontspringen veldsloten op een afstand van 10 tot 12 m en de dadelpalmen staan hierlangs geplant (Fig. 4).

### Bodemeigenschappen
Figuur 5 toont karakteristieke bodemeigenschappen. De bovengrond is goed ontwikkeld tot een diepte van meer dan 1 m. Hierdoor kan het irrigatiewater betrekkelijk gemakkelijk de bodem binnendringen.

### Simulatie van de getijdenbeweging
De getijdenverschillen zijn gemiddeld 2 m. Figuur 6 toont een simulatie van de getijdenbeweging in de veldsloten voor een gemiddelde en een hogere rivierafvoer op verschillende afstanden van de zee. De simulaties zij gedaan met het model DuFlow  .

### Galerij van illustraties

Verzameling van de figuren genoemd in de tekst
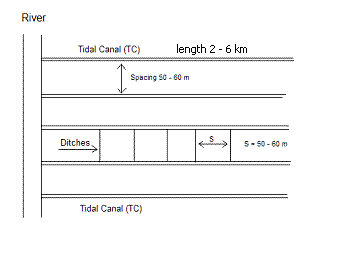
Fig. 2. Een getijdenkanaal loopt vanaf de rivier landinwaarts en verdeelt het water over de zijkanalen
Fig. 3. Doorsnede langs een getijdenkanaal en dwarsdoorsnede over de overwal
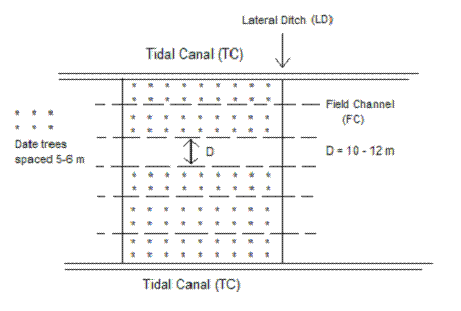
Fig. 4. De veldsloten lopen tussen de zijkanalen
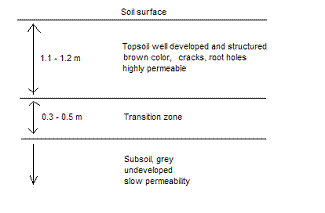
Fig. 5. Een indruk van de bodemeigenschappen
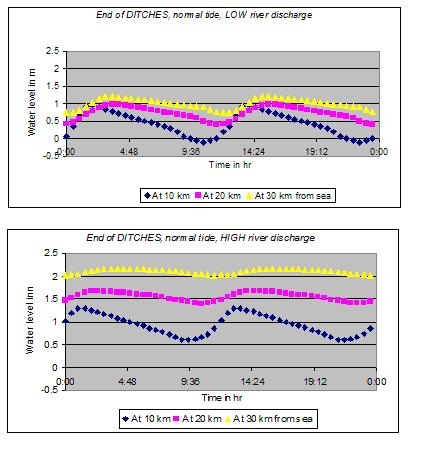
Fig. 6. Gesimuleerde getijdenbewegingen bij verschillende rivierafvoeren en op verschillende afstanden bij een normale ´´getijdengolf´´